# MTV Music Polska
MTV Music Polska war ein polnischsprachiger Musikfernsehsender und ein lokaler Ableger von MTV Music, welcher zum 17. Oktober 2017 VIVA Polska nach 17 Jahren Sendebetrieb ersetzte. Inoffiziell wurde VIVA kurz nach 6:00 Uhr eingestellt und offiziell um 12:12 Uhr wurde MTV Music Polska gestartet. Anders als beim Hauptsender MTV Polska liegt der Schwerpunkt bei der Ausstrahlung von Musikvideos (polnischer und Internationale Künstler), Konzerten und lokalen Eigenproduktionen, so ist der Slogan des Senders We Love Music, We Live Music.
Der Sender übertrug auch die MTV Europe Music Awards und MTV Video Music Awards für Polen.
Das Gesicht des Senders war Nina Cieślińska, sie war auch  damals bei VIVA Polska angestellt.
Am 3. März 2020 wurde das Programm von MTV Music Polska eingestellt und durch MTV Music 24 ersetzt. Der Letzte Song auf MTV Music Polska war Halsey - You Should Be Sad.

## Programme
- I Love PL
- Ikony MTV
- Moje MTV
- MTV 3 z 1
- MTV 24/7
- MTV 100% Music
- MTV Bites
- MTV Brand New for 2016
- MTV Club Chart Top 10
- MTV Dance
- MTV European Top 10
- MTV European Top 20
- MTV Hits
- MTV Music Non-Stop
- MTV Music PL Top 10
- MTV nie mów do mnie rano
- MTV Nowe (od 2019)
- MTV Polska lista
- MTV Top 10
- MTV Ty wybierasz
- MTV US Top 10
- MTV Unplugged PL

## Moderatoren
- Nina Cieślińska (2017–2019) – Moderatorin in der Sendung MTV Bites